# Соф, Анхель Тулио
А́нхель Ту́лио Соф (исп. Ángel Tulio Zof; 8 июля 1928, Росарио, Санта-Фе — 26 ноября 2014, Буэнос-Айрес) — аргентинский футболист и тренер. Его почтительно называли «Don Angel», или «El Viejo». 21 апреля 2005 года награждён званием почётного гражданина своего родного города.

## Карьера

### Игрок
Родился и вырос в городе Росарио, в 16 лет начал играть в местных клубах: «Гефе» и «Чавес». В 17 лет он перешёл в «Росарио Сентраль», где дебютировал в первом дивизионе Аргентины 12 октября 1950 года в матче против «Ньюэллс Олд Бойз». Помимо своей карьеры в качестве профессионального спортсмена, Анхель работал на железной дороге в первой половине дня с другими игроками команды, в частности, напарником по защите, Федерико Вайро. Он сыграл в общей сложности 56 игр за клуб.
В 1956 году он перешёл в «Уракан», где провёл всего один сезон (сыграл только 11 игр), так как был уволен в связи с финансовыми проблемами, которые испытывал клуб. Затем он отправился в «Кильмес», где стал капитаном команды, когда та вылетела во второй дивизион.
В возрасте 29 лет Соф был намерен закончить карьеру футболиста, но Эктор Альмейда, бизнесмен, предложил ему поиграть в Мексике. Он играл три года за «Атлетико Селаю» и один год за «Депортиво Морелию». Он продолжил свою карьеру в Канаде с «Торонто Близзард», где он также получил первые навыки тренерской работы. Ему было не просто, потому что Анхель не говорил по-английски, причём в команде были не только местные игроки, но и югославы, венгры, итальянцы. Тем не менее, некоторые игроки говорили на других языках, которыми владел Соф, однако он покинул команду.
Из Канады он переехал в США и сыграл один сезон в «Филадельфия Юкрейнианз». Но Анхель всё ещё ходил на подработки параллельно с футбольной карьерой и этим в Филадельфии были не довольны, он переехал в Нью-Джерси и стал играть за «Нью-Йорк Хакоа» и тут же пошёл на работу в «General Motors». Особым удовольствием для Софа стал его первый футбольный матч, который показали по телевидению.
В ноябре 1963 года он вернулся в Аргентину. Он работал на железной дороге в качестве механического слесаря.

### Тренер
Его тренерский дебют состоялся с клубом из небольшого городка Беганд. В 1964 году менеджеры «Индепендьенте Беганд» предложили Софу тренерскую работу. В результате он возглавил команду, которая выиграла Золотой Кубок Санта-Фе, эта команда была своеобразным трамплином для начала большой карьеры, охватывающей более 40 лет жизни Софа.
Его тренерский дебют в большом футболе состоялся 13 июня 1965 года с «Ньюэллс Олд Бойз», команда, которая является заклятым соперником «Росарио Сентраль» с 1905 года. Он был главным тренером клуба в течение 3 лет: между 1965 и 1967 годами, и в 1969 году. В общей сложности он провёл 97 матчей с клубом.
После ухода из «Ньюэллс» Соф возглавил «Лос-Андес», с которым провёл 72 игры.
Его дебют в качестве тренера «Росарио Сентраль» состоялся после отставки Омара Сивори 21 июня 1970 года, так как пять дней назад «Уракан» обыграл его клуб в Росарио со счётом 2:1. В своём первом сезоне в «Росарио Сентраль» Соф занял второе место в сезоне 1970 года и пробился в Кубок Либертадорес. После 42 игр, из которых он выиграл 19, 13 сыграл вничью и проиграл 10, он уступил свою должность Карлосу Тимотео Григуолу. Его последняя игра состоялась 9 мая 1971 года, когда «Росарио Сентраль» разошёлся мировой ничьей с «Велес Сарсфилд», 2:2.
Соф вернулся в Росарио 18 июня 1972, так как место тренера снова освободилось после неубедительных результатов: ничьи с «Расинг Авельянеда» 1:1 и сокрушительного поражения от «Уракана» со счётом 5:0, 6 мая 1973 года. Через пять дней место тренера было вакантно. На данном этапе «Don Angel» провёл 39 игр с командой, из которых выиграл 17, 11 сыграл вничью и столько же проиграл.
В третий раз Соф пришёл в команду в 1979 году, заменив Карлоса Григуола, дебют был просто ужасен: сокрушительный проигрыш «Чакарита Хуниорс» со счётом 6:0. Его последняя игра состоялась 16 декабря 1979 года, когда «Росарио Сентраль» был выбит в полуфинале кубка клубом «Ривер Плейт», счёт 3:1. Соф провёл 37 игр, выиграл 18, 11 сыграл вничью, как и прошлый раз, и проиграл 8.
Его четвёртый возврат в «Росарио Сентраль» ознаменовался первым титулом, он выиграл в 1980 году чемпионат Националь, обыграв в финале «Расинг Кордова», команду Альфио Басиле. Стоит добавить, что он занял место уволенного Роберто Сапорити, его первый матч состоялся 1 июня 1980 года, когда «Росарио Сентраль» разошёлся сухой ничьей с «Кильмес». Его последний матч был сыгран 8 января 1983 года, когда он проиграл в Кордове со счётом 3:1. В этот раз статистика была таковой: 134 игры, 50 побед, 45 ничьих и 39 поражений.
Соф вернулся в Росарио на сезон 1986/87: его первая игра состоялась 13 июля 1986 года в Буэнос-Айресе, где он разошёлся миром с «Сан-Лоренсо де Альмагро», 1:1.
На этом этапе он провёл 173 игры, выиграл 63, сыграл вничью 67 и 41 проиграл. Его самым большим достижением была победа в чемпионате сезона 1986/87. Его последняя игра на данном этапе состоялась 23 декабря 1990 года, последний тур перед зимним перерывом 1990/91 сезона, он проиграл «Феррокариль Оэсте» с минимальным счётом.
Шестой этап начался с первой игры 21 апреля 1991, когда «Росарио Сентраль» обыграл «Сан-Лоренсо» со счётом 2:1. Его последняя игра этого этапа состоялась 22 декабря 1991 года, она же последняя игра перед зимним межсезоньем, когда его команда проиграла «Депортиво Мандийю» со счётом 3:1. На этом этапе наблюдалась очень равновесная статистика: он сыграл 30 матчей, выиграл 8, столько же проиграл и 14 сыграл вничью.
Он вернулся в Росарио во второй день после открытия сезона 1995 года, 13 августа 1995 года состоялась первая игра против «Велес Сарсфилд», где его команда проиграла со счётом 1:0. 19 декабря 1995 года «Росарио Сентраль» стал чемпионом Кубок КОНМЕБОЛ в историческом финале против бразильского «Атлетико Минейро», это достижение стало первым для клуба на южноамериканском международном уровне. Его последняя игра состоялась 2 июня 1997 года, когда Соф поставил жирную точку в конце этого яркого времени с клубом, он уверенно победил «Банфилд» со счётом 2:0. На этот раз он провёл 69 игр, из которых выиграл 24, 25 сыграл вничью и проиграл 20.
Соф временно ушёл из тренерства и работал в качестве генерального директора «Росарио Сентраль» при президенте Пабло Скарабино, однако Софу снова пришлось взяться за команду в августе 2004 года после семи лет работы в администрации в связи с кризисом, который постиг команду после ухода уругвайского тренера Виктора Пуа. Позже тренером стал Ариэль Куффаро Руссо, он набрал с командой 30 очков в Апертура 2004 и 31 в Клаусура 2005, что дало возможность квалифицироваться на Южноамериканский кубок 2005 и Кубок Либертадорес 2006 года.
Ариэль Куффаро Руссо продолжал тренировать команду в Апертура 2005. Но после вылета команды из Южноамериканского кубка от «Интернасьонал», клуб вошёл в кризис, что отразилось на выступлениях в чемпионате, тренеру пришлось уйти в отставку на 15-й день. И вновь вступил в должность «Don Angel», который продолжил тренировать команду в Апертура 2005, а также провёл первые два матча в Кубке Либертадорес 2006 года и первые семь туров Клаусура 2006. После ничьи 1:1 в матче с «Архентинос Хуниорс» Соф решил закончить карьеру тренера после 608 игр за «Росарио Сентраль» в течение 8 «раундов» с клубом.
Кроме того, он провёл несколько игр как технический директор в «Атланте» из Буэнос-Айреса (28 игр), «Атлетико Ледесма» (49 игр), «Платенсе» из Висенте-Лопеса (34 игр) и «Сан-Мартин Тукуман» (22 матчей).
На протяжении своей карьеры он провёл 910 игр: выиграл 331, сыграл вничью 312 и проиграл 267.

## Награды
После многих лет, потраченных во благо спорта, он был награждён званием «почётного гражданина» Росарио 21 апреля 2005 года. Мероприятие состоялось в зале, полном людей из городского совета Росарио. Кроме того, многие болельщики «Росарио Сентраль», которые не могли присутствовать на церемонии, вышли на улицы, чтобы поприветствовать своего тренера.
Соф прочитал небольшую речь, в соответствии со своей скромной личностью, речь была два раза прервана, когда у него перехватывало дыхание от волнения. Соф просто плакал от счастья.

## Смерть
Соф умер в Буэнос-Айресе в возрасте 86 лет.